# Geschichten zwischen Moos und Farn
Geschichten zwischen Moos und Farn (auch Fliegenpilz und Kasimir, tschechisch Pohádky z mechu a kapradí) ist eine tschechoslowakische Zeichentrickserie aus den Jahren 1968, 1970 und 1972. Die Serie richtet sich an Kinder im Vorschulalter.

## Inhalt
Die beiden Kobolde Fliegenpilz und Kasimir (auf Tschechisch Křemílek und Vochomůrka) leben in einem an einen Baum erinnernden Häuschen im Wald. Dort erleben sie mit den Tieren im Wald, aber auch mit Märchenfiguren wie Feen und Riesen, Abenteuer.

## Hintergründe

### Produktion
Geschichten zwischen Moos und Farn wurde 1968 von dem tschechischen Zeichner Zdeněk Smetana nach einem Roman von Václav Čtvrtek entwickelt. Smetana, der auch Regie führte, zeichnete die Folgen. Als „besonderen Stil“ tauchte er verschiedene Pflanzenblätter in Tinte und verwendete sie dann als Hintergrund.
Im Original wurden beide Kobolde sowie weitere Erklärungen von Jiřina Bohdalová gesprochen. Sie erzählte in einem Interview, dass sie zuerst die Dialoge sprach und danach erst die Zeichnungen erstellt wurden.
Geschichten zwischen Moos und Farn war eine der Serien der Sendung Večerníček, die in etwa dem Sandmännchen entspricht.

### Musik
Die von Jaroslav Celba geschriebene Titelmusik wurde in der Serie ohne Text gespielt. 1974 wurde das Lied mit einem Text von Ivo Fischer unter dem Titel Cestu Znám Jen Já veröffentlicht; der Sänger war Karel Gott 1974. Dieses Lied wird als Coverversion von My Gandfather’s Clock von Henry Clay Work, einem US-amerikanischen Komponisten und Songwriter aus dem 19. Jahrhundert, angesehen.

### Veröffentlichung
Die Erstausstrahlung der ersten Folge von Geschichten zwischen Moos und Farn war am 6. Oktober 1968 im tschechoslowakischen Fernsehen. 1968, 1970 und 1972 wurde jeweils eine Staffel gezeigt. Jede dieser Staffeln bestand aus 13 Folgen.
In Deutschland wurde am 29. November 1971 erstmals eine Folge der Serie in Das Erste ausgestrahlt. Bis 1974 wurden weitere Folgen „sporadisch im Nachmittagsprogramm“ gezeigt.

## Nachwirkungen
Die erste Staffel war 1968 in Schwarzweiß produziert worden. Zum 50. Jubiläum wurden die betroffenen Folgen koloriert. Zdeněk Smetana äußerte sich hocherfreut über diesen Entschluss, erlebte die ersten Aufführungen aber nicht mehr.